# NGC 7315
NGC 7315 is een lensvormig sterrenstelsel in het sterrenbeeld Pegasus. Het hemelobject werd op 11 september 1872 ontdekt door de Franse astronoom Édouard Jean-Marie Stephan.

## Synoniemen
- UGC 12097
- MCG 6-49-37
- ZWG 514.59
- NPM1G +34.0447
- PGC 69241